# Шнайтзее
Шнайтзее (нім. Schnaitsee) — громада в Німеччині, розташована в землі Баварія. Підпорядковується адміністративному округу Верхня Баварія. Входить до складу району Траунштайн.
Площа — 61,15 км2. Населення становить 3707 ос. (станом на 31 грудня 2020).